# Waltraud Ebert
Waltraud Ebert (ur. 8 marca 1936 w Klagenfurcie) – austriacka florecistka, brązowa medalistka mistrzostw świata.
Podczas mistrzostw świata w Paryżu w 1957 roku Austriaczki w składzie: Waltraud Ebert, Helga Gnauer, Maria Grötzer, Luise Gruss, Helga Kathlein i Ellen Preis zdobyły drużynowo brązowy medal. Był to jej jedyny medal wywalczony w zawodach tego cyklu.
Wystartowała na igrzyskach olimpijskich w Rzymie w 1960 roku, zajmując indywidualnie ósme miejsce. W rundzie finałowej przegrała sześć z siedmiu pojedynków. W turnieju drużynowym była dziewiąta. Były to jej jedyne starty olimpijskie.
Na arenie krajowej kilkukrotnie zdobywała złote medale: indywidualnie w latach 1959 i 1960 oraz drużynowo w latach 1953, 1954, 1955 i 1956.